# Adam Contzen
Adam Contzen (* 17. April 1571 in Monschau; † 19. Juni 1635 in München) war ein deutscher Jesuit, Staatstheoretiker und Beichtvater Maximilians I. von Bayern.

## Leben
Adam Contzen, über dessen Jugend wenig bekannt ist, stammte aus dem Herzogtum Jülich. Er begann seine Studien 1588 am Kölner Jesuitenkolleg, wo er den Abschluss eines Magister artium erlangte. 1591 trat er für ein Jahr in das Jesuitennoviziat Trier ein. Anschließend verbrachte er einige Jahre an den Jesuitenkollegien von Köln und Münster, bevor er spätestens 1599 das Studium der Theologie an der Jesuitenakademie zu Mainz aufnahm, wo er bei Nicolaus Serarius und Martin Becanus hörte. Contzens Priesterweihe erfolgte noch vor 1603. Anschließend lehrte er Philosophie und biblische Sprachen am Kolleg in Köln und an der Universität Würzburg. 1609 wurde er als Nachfolger des Nicolaus Serarius zum Professor für biblische Studien in Mainz ernannt, wo er sich als Schriftsteller einen Namen zu machen begann. Anfang 1622 wurde Contzen zum Beichtvater des Fürstbischofs von Bamberg und Würzburg, Johann Gottfried von Aschhausen, berufen, der allerdings schon im Dezember 1622 verstarb. Daraufhin wechselte Contzen an die Jesuitenakademie Molsheim im Elsaß, wo er im Januar 1624 den Befehl des Jesuitengenerals Mutio Vitelleschi erhielt, sich nach München zu begeben, weil Kurfürst Maximilian von Bayern ihn zu seinem Beichtvater gewählt hatte. Contzen blieb bis zu seinem Tod am Münchener Hof. Zu seinem Nachfolger wurde Johannes Vervaux bestellt.

## Staatstheorie
Contzen trat seit 1613 publizistisch hervor, zunächst mit kontroverstheologischen Schriften in der Tradition seines Lehrers Martin Becanus, in denen er für die Einheit des katholischen Glaubens eintrat und die zersetzenden Wirkungen des Protestantismus, speziell des Calvinismus, geißelte, dies insbesondere in Auseinandersetzung mit dem kurpfälzischen Theologen David Pareus. Größere Wirkung erzielte Contzen mit seinem staatstheoretischen Werk, von dem gesagt werden konnte: „Seine Politik ist die Quintessenz dessen, was aus streng katholischer Sicht in der ersten Hälfte des 17. Jahrhunderts gelehrt wurde.“ (Michael Stolleis) Ausgearbeitet hat Contzen die Staatstheorie in seinem Hauptwerk, den Politicorum Libri Decem (1620), daneben in dem politischen Roman Methodus Doctrinae Civilis (1628) und in dem Fürstenspiegel Aulae Speculum (1630). Contzen sieht im Anschluss an Aristoteles und Thomas von Aquin den Staat als gottgewollte, naturhafte Ordnung, die dem Zweck des Bonum commune dient; dieser Zweck kann nur in der Monarchie, die göttlichen Ursprungs ist, verwirklicht werden. Der Monarch kann das sittlich Gute nur verwirklichen, wenn er nicht durch Landstände in seinem Handeln behindert wird. Ein Widerstandsrecht lehnt Contzen konsequent ab, der Monarch hat sich nur vor Gott zu verantworten. Dabei vertritt er einen dezidierten Antimachiavellismus: das sittlich Gute steht nicht im Gegensatz zu politischer Klugheit und Staatsnotwendigkeit; vielmehr führt das Gute zum Erfolg, weil Gott auf der Seite der Guten steht.

## Beichtvater Maximilians I.
Mit seiner Berufung nach München im Jahr 1624 kam der politische Theoretiker in unmittelbare Nähe eines der bedeutendsten Reichsfürsten des konfessionellen Zeitalters. Kurfürst Maximilian brauchte seine jesuitischen Beichtväter nicht nur als Seelsorger, sondern nutzte ihren Sachverstand gezielt für Beratungsdienste in religiös-politischen Fragen. Mit Contzens Staatstheorie konnte sich der frühabsolutistische Fürst ebenso identifizieren, wie mit seinen kirchenpolitischen Vorstellungen, die auf eine Reform der Kirche nach tridentinischem Muster abzielten. Doch stand der Praktiker Maximilian im Spannungsfeld der großen Tendenzen des Zeitalters: Staat und Politik auf der einen, Religion und Konfession auf der anderen Seite. Für Contzen bestand hier, seiner Staatstheorie gemäß, kein Gegensatz: Eine streng an den Normen des Christentums (in seiner konfessionellen Lesart) ausgerichtete Politik müsse stets zum Besten des Staates sein. Die weltlichen Räte des Kurfürsten, Juristen wie Wilhelm Jocher, die um des Ausgleichs willen zu Zugeständnissen an die Protestanten bereit waren, nannte Contzen abschätzig „Politiker“ und bezichtigte sie des Machiavellismus. Ob Maximilian insgesamt eher den weltlichen Räten oder seinen jesuitischen Beratern, insbesondere auch Contzen folgte, ist in der Forschung umstritten und lässt sich wohl nur im Einzelfall entscheiden. Für Contzen allerdings steht fest, dass sein Einfluss in der Entstehungszeit des Restitutionsedikts am größten war und mit dem Scheitern der expansiven katholischen Politik seit 1630 den Zenit überschritten hatte.